# Hexatoma (Eriocera) fulvithorax
Hexatoma (Eriocera) fulvithorax is een tweevleugelige uit de familie steltmuggen (Limoniidae). De soort komt voor in het Neotropisch gebied.